# Raggruppamento & Scommesse
Raggruppamento & Scommesse (in francese Rassemblement & Enjeux) è un partito politico monegasco di orientamento conservatore, un tempo guidato da Jean-Louis Campora.

## Storia
È stato al governo di Monaco dal 1960 al 2003, anno in cui ha perso contro l'Unione per Monaco, il cui leader era Stéphane Valeri, ottenendo solo 3 seggi contro i 24 del 1998 (in quest'ultimo anno, dunque, vinse tutti i seggi).
Originariamente chiamato "Unione Nazionale e Democratica", dopo le elezioni legislative del 2003 ha cambiato nome in "Raggruppamento per Monaco". Alle elezioni del 2008 si è presentata come membro della coalizione "Raggruppamento & Scommesse per Monaco" insieme ai partiti "Principato Etica Progresso" e "Scommesse monegasche", con i quali, in seguito a un'altra clamorosa sconfitta, si è poi fusa in partito unico sotto il nome attuale.
Alle ultime elezioni legislative del 2013 il partito ha ottenuto il 50,3% dei voti e venti seggi su ventiquattro.

## Risultati elettorali
| Elezione         | Voti   | % | Seggi   |
| ---------------- | ------ | - | ------- |
| Legislative 2013 | 56.472 |   | 20 / 24 |